# Maikki Friberg
Maria (Maikki) Elisabeth Friberg (Kankaanpää, 1861-Helsinki, 1927) fue una educadora, editora de una revista, sufragista y activista por la paz finlandesa. Es recordada por su participación en el movimiento de mujeres finlandesas, especialmente como presidenta de la organización finlandesa de derechos de las mujeres Suomen Naisyhdistys y como fundadora y editora de la revista de mujeres Naisten Ääni (Women's Voice). 
Viajó mucho, promoviendo la comprensión de Finlandia en el extranjero mientras participaba en conferencias internacionales y contribuía a la prensa extranjera.

## Biografía
Nació el 5 de enero de 1861 en Kankaanpää, era hija de Karl Arvid Friberg y Fanny Adelaide Boijer. Después de la muerte de su padre, su madre se mudó a Tammerfors, donde abrió una casa de huéspedes. Friberg asistió a la Escuela Sueca para Mujeres en Helsinki, donde se matriculó en la clase de formación de profesores. En 1883, obtuvo un puesto de profesora en la escuela secundaria popular de Helsinki, que ocupó hasta 1912. Estudió en universidades de Berlín y Zúrich, y Berna de 1894 a 1897. Se doctoró en la Universidad de Berna en 1897 con una tesis sobre las escuelas populares nórdicas. En Berna estableció una amplia red de contactos ya que miles de mujeres extranjeras estudiaban en universidades suizas. Después de su disertación, Friberg mejoró su francés en Paris y asistió a clases de economía en la Universidad de Bruselas. Sus conocimientos lingüísticos mejoraron hasta el punto de poder escribir sus discursos tanto en alemán como en francés.
Entre 1889 y 1906, Friberg realizó numerosos viajes a Europa, tanto con fondos propios como con el apoyo de subvenciones del Senado y de la ciudad de Helsinki, para conocer las nuevas prácticas de enseñanza de la geografía y el perfeccionamiento de las niñas. Los billetes de tren baratos hicieron posible los viajes de ida y vuelta, y Friberg se unió al numeroso grupo de profesores que viajaron por Europa para conocer los métodos de enseñanza de los distintos países. Se empezaron a formar redes de mujeres en Europa Central, y la casa de Anna y Eva Ingman en Dresde se convirtió en un punto de encuentro para estudiantes y visitantes nórdicos y finlandeses. Friberg conoció especialmente bien a las mujeres danesas influyentes, y se encontró, por ejemplo, con la educadora reformista sueca Anna Sundström en una reunión escolar en Copenhague en 1890.
En 1893 viajó a Copenhague, Berlín, Dresde, Bremen, Hamburgo y La Haya, y se familiarizó especialmente con la enseñanza de la geografía, la historia natural y las ciencias ambientales que estabas de moda en Europa. Enseñando al alumnado cosas nuevas sobre su entorno local. Cuatro años después, Friberg fue aprendiz en una escuela profesional de París, donde se introdujo en las clases avanzadas de la escuela primaria. En un viaje a París, Bruselas, Copenhague, Dresde y Viena en 1906, el interés de Friberg se extendió más allá de la escuela elemental: a las escuelas populares y a los movimientos femeninos, obreros, pacifistas y antialérgicos, en cuyos congresos participó. Friberg también representó en varias ocasiones a la Unión de Mujeres y a los Amigos de la Templanza en el extranjero. A partir de entonces, asistió a conferencias sobre economía en la Universidad de Bruselas, adquiriendo fluidez en alemán, francés e inglés. Hasta 1906, realizó frecuentes viajes de estudios por Europa, perfeccionando su experiencia en los métodos de enseñanza. También se familiarizó con otros escandinavos, especialmente daneses. En Finlandia, Friberg sólo consiguió que se aceptaran sus nuevas ideas educativas cuando cambió el inspector de las escuelas primarias. Después de treinta años como maestra y de haber adquirido conocimientos y habilidades, en 1912 se presentó al puesto de inspectora adjunta de las escuelas primarias de Helsinki, pero fue derrotada en el concurso por Guss Mattson, miembro del Ayuntamiento de Helsinki, que actuaba como órgano de selección. Exasperada por el trato recibido, dejó la docencia para dedicarse al trabajo cívico y asociativo.

### Activismo
Mientras viajaba en 1906, Friberg se interesó por el movimiento de mujeres, asistiendo a varias convenciones y congresos, donde con frecuencia representó a Kvinnosaksförbundet Unionen (la Asociación de Mujeres de la Unión). Ese mismo año de 1906, en la reunión de la Alianza Internacional de Mujeres en Copenhague sus opiniones sobre el derecho al voto fueron especialmente bien recibidas, ya que ese año las mujeres finlandesas obtuvieron el derecho al voto. En esta etapa, estaba especialmente interesada en el pacifismo y la templanza. La ambición de Maikki Friberg de difundir el conocimiento de Finlandia se materializó en las numerosas conferencias que dio en el extranjero. En Berlín, Dresde y Viena habló sobre los institutos populares nórdicos y las escuelas mixtas finlandesas, en Copenhague disertó sobre Uno Cygnaeus y el sistema de escuelas primarias finlandesas, y en Estocolmo, Copenhague, Dresde y Viena disertó sobre la lucha constitucional de los finlandeses contra la rusificación. Friberg también recogió nombres para una gran petición de protesta contra la política de unificación del régimen ruso. A ello le ayudaron sus amplios contactos sociales.
Fue miembro de la Liga de Mujeres Finlandesas y de su consejo central desde su fundación en 1906 hasta 1924, y presidenta de la Unión de Mujeres de 1920 a 1927. El club debatió sobre el sufragio y las cuestiones femeninas, así como sobre León Tolstói y August Strindberg. Friberg también participó en la promoción de la causa de la paz en la Liga Finlandesa por la Paz, y un año antes de su muerte fundó la rama finlandesa de la Liga Internacional de Mujeres por la Paz y la Libertad, Finlands Fredsförbund. También fue presidenta de la sección femenina de la asociación antialcohólica Koito durante seis años. Fundó su propia revista Naisten ääni (Voz de la mujer) en 1905, que editó hasta su muerte. La mayoría de sus otros cargos de confianza estaban en el sector educativo. Entre otras cosas, participó en la organización de cursos de vacaciones para profesores. En 1908, fue representante de los profesores en el consejo de las Escuelas Populares de Helsinki y miembro del Comité de Enseñanza de los Cursos para Trabajadores de Helsinki.
En 1909 en Naisten ääni, publicó un relato al  congreso de la Alianza Internacional de Mujeres en Londres.
Maikki Friberg murió en noviembre de 1927, como escribió un representante de la Liga de Mujeres Finlandesas en su obituario:

Maikki Friberg ha caído en su puesto de guardiana, la encendedora de cientos de mentes, la artista de la palabra hablada y escrita, la querida y celebrada personalidad de una líder se ha ido.

### Influencia de Maikki Friberg
Su principal influencia fue a través de sus presentaciones y escritos. Compartió sus observaciones de sus viajes al extranjero, comparó el desarrollo nórdico con el europeo, abordó temas sociales de actualidad y escribió sobre mujeres influyentes en el extranjero. En su análisis del papel de la mujer en diferentes países europeos a principios de siglo, llegó a la conclusión, entre otras cosas, de que la mujer alemana no era más que una sirvienta de su marido.
Friberg también escribió sobre la posición política de Finlandia, las luchas culturales y las condiciones culturales no sólo en finés, sino también en periódicos alemanes, franceses y daneses. Colaboró en al menos 17 periódicos extranjeros. En Finlandia, Friberg fue directora de la revista Nutid y de la revista eclesiástica Kylväjä. En 1905 fundó su propia revista, Naisten ääni, criticada por aristocrática y que dirigió hasta su muerte. La oficina Women's Voice acogió un club de mujeres, un club de francés y un club de inglés. Se convirtió en un refugio para las abogadas solitarias y un lugar de descanso para las mujeres que habían llegado a la ciudad desde el campo.